# Dschungelkind
Dschungelkind ist ein deutscher Spielfilm, der am 17. Februar 2011 in die Kinos kam. Im Fernsehen wird er in einer 30 Minuten längeren Version gezeigt. Der Film ist die Leinwandadaption des gleichnamigen autobiografischen Bestsellers von Sabine Kuegler.

## Handlung
Klaus Kuegler ist Sprachwissenschaftler und zieht mit seiner Frau Doris und seinen drei Kindern in den tropischen Regenwald Westneuguineas, um dort die Sprache eines neu entdeckten Eingeborenenstammes, der Fayu, zu erforschen. Die achtjährige Tochter Sabine lebt sich schnell ein. Was die Familie nicht weiß: Sie ist mitten in einen Stammeskrieg geraten, dessen Kämpfe sie zwar nicht direkt betreffen, in die sie aber immer öfter hineingezogen werden. Der Familie fällt es anfangs nicht leicht, den Grund für die Feindseligkeiten zu verstehen, und sie muss erkennen, dass Liebe, Hass, Leben und Tod in der fremden Kultur andere Werte haben als in ihrer eigenen. So beginnt ein Prozess der Annäherung, in dem beide Seiten voneinander lernen müssen.
Als Sabine und ihr Bruder eines Tages den schwer verletzten Auri, der zu einem verfeindeten Stamm gehört und zum Sterben ausgesetzt worden ist, finden und die Familie ihn zu Hause versorgt, bringen sie damit alle in Gefahr, da diese Handlung über Krieg und Frieden zwischen den beiden Stämmen entscheiden kann. Zwischen Sabine und Auri entwickelt sich sofort eine besondere Verbundenheit und tiefe Freundschaft.
Als die Familie nach Jahren für einen Urlaub nach Deutschland reist, wird Sabine dort mit einer völlig „fremden“ Welt konfrontiert, die nicht die ihre ist, und fühlt sich umso mehr ihrem Leben im Dschungel verbunden. Ihre ältere Schwester Judith dagegen ist froh, dem primitiven Leben im Dschungel und vor allem den dauernden kriegerischen Auseinandersetzungen entfliehen zu können, auch wenn es ihrem Vater nach einiger Zeit gelungen ist, die verfeindeten Stämme zu versöhnen.
Als Jugendliche verlieben sich Sabine und Auri ineinander. Auri baut ihnen ein Haus, doch Sabine, die bis dahin von ihren Eltern unterrichtet wurde, kommt deren Wunsch nach, die Internatsschule für Kinder von Expatriates zu besuchen. Als sie in den Ferien zurückkehrt, kann sie nur noch von Auri Abschied nehmen, der tuberkulosekrank im Sterben liegt.
Daraufhin verlässt sie ihre Eltern, um ihre Schulausbildung in einem Internat in Europa abzuschließen, wo sie sich von der ihr fremden Welt überfordert sieht. Ihre Suche nach Zugehörigkeit und Geborgenheit wird letztlich zur Suche nach sich selbst. Erst nach der Rückkehr in den Dschungel weiß sie, wo ihre wahre Heimat ist.

## Entstehung
Der Film wurde in 61 Drehtagen vom 14. Februar bis 31. Mai 2010 u. a. in Malaysia, Bayern, Berlin, Bad Berleburg und am Schloss Wittgenstein in Bad Laasphe gedreht.

## Rezeption
Sabine Kuegler, die Autorin des Buchs Dschungelkind, reagierte positiv auf die Verfilmung ihres Bestsellers: „Ich war sehr gerührt, als ich den Film zum ersten Mal gesehen habe.“ Besonders beeindruckt sei sie von der Leistung der jungen Schauspielerin Stella Kunkat gewesen: „Sie spielt ihre Rolle sehr authentisch – ich habe mich ganz stark wiedererkannt.“  Kritik übte sie an der verfälschenden Darstellung der Beziehung zwischen den Fayu und ihrer Familie, die im Film in der erfundenen Liebe Sabines zu dem Fayu Auri mündet: „Das ist Quatsch. Eine Beziehung zu einem Eingeborenen stand nie zur Diskussion – für beide Seiten nicht.“ Ebenso bemängelte sie die falsche Darstellung ihrer Eltern.
Der Filmdienst urteilte, dass die „Drastik der geschilderten Fremdheitserfahrung in der […] Verfilmung weitgehend durch Exotismus und Abenteuer abgemildert“ werde. Es handele sich um einen „Trivialfilm“, der routiniert inszeniert und teilweise sentimental sei sowie „seine dramaturgischen Schwächen weitgehend mit visueller und filmmusikalischer Opulenz“ überspiele.